# Mleh
Mleh (armeni: Մլեհ) (mort el 1175) fou príncep del Regne Armeni de Cilícia, de la dinastia rubènida. Va succeir el seu nebot Rupen II.
El 1167 va preparar un complot per assassinar al seu germanastre Toros II, que fou descobert. Les seves propietats foren confiscades i fou desposseït dels seus càrrecs. Va marxar desterrat cap a Antioquia i es va fer cavaller templari, però no va durar gaire i el 1168 ja era a Alep on va entrar al servei de l'atabeg Nur al-Din. Alguns cronistes diuen que es va convertir a l'islam.
El 1169, mort Toros II, Nur al-Din va enviar a Mleh amb un exèrcit a l'Armènia Menor. El regent Tomàs va fugir a Antioquia (on va acabar assassinat per agents de Mleh) i el jove príncep Rupen II, posat sota la custòdia del catolicos Sant Narses IV a Hromgla, va caure presoner mentre el catolicos era assassinat. El mateix Rupen fou assassinat (enverinat) al cap de pocs mesos, el 1170.
Mleh va canviar totes les aliances i va buscar el suport dels estats musulmans. El 1173 era prou fort per assaltar d'un sol cop les tres principals ciutats romanes d'Orient: Adana, Mamistra i Tars, que foren ocupades. L'estat armeni tornava a format un conjunt territorial complet.
Fou assassinat el 1174 a Sis probablement per instigació dels senyors del país que no volien un cap favorable als musulmans. Els senyors locals van buscar un successor. Esteve, assassinat el 1165, germà e Mleh, havia deixat tres fills de la seva dona Rita de Barbaron: Rupen (III), Lleó (II) i Dolete (casada amb Bertran Embriaco). La corona fou atorgada al fill gran, Rubèn III, que estava distant de les lluites de partits.
| Precedit per: Rupen II | Regne Armeni de Cilícia 1169-1174 | Succeït per: Rubèn III |

## Nota
1. ↑  Guillem de Tir, XXV, 28